# Joyce Emmerson Preston Muddock
Joyce Emmerson Preston Muddock, de son vrai nom James Edward Muddock, également connu sous le pseudonyme de Dick Donovan (28 mai 1843 - 23 janvier 1934), était un journaliste britannique prolifique et auteur de romans policiers et d'horreur. Ses romans policiers étaient publiés dans The Strand Magazine prenant la suite de ceux d'Arthur Conan Doyle, et partageant sa popularité. Entre 1889 et 1922, il publie près de 300 romans policiers et mystères.

## Biographie
Né près de Southampton, en Angleterre, de James Muddock et d'Elizabeth Preston, James Edward Muddock a beaucoup voyagé. Tout d'abord pour rejoindre son père en Inde, en pleine révolte des cipayes, puis sur la mer de Chine, a été prospecteur en Australie et a visité l’Amérique avant de s'installer en France et en Suisse. Tour à tour journaliste (correspondant à l'étranger), écrivain et agent spécial (durant la Première Guerre mondiale) ; James Edward Muddock se sert de ses diverses expériences pour l'écriture de ses nombreux ouvrages policiers et d'horreur. 
Muddock a été marié trois fois, en 1861, en 1871 et en 1880, et a eu de nombreux enfants. 
Une de ses filles était la patineuse artistique Dorothy Greenhough-Smith. Une autre fille, Evangeline Hope Muddock (1883-1953), a changé de nom et s'appelle désormais Eva Mudocci. Elle était violoniste et devint maîtresse et amie du peintre expressionniste Edvard Munch[réf. souhaitée].

## Romans et nouvelles

### Ouvrages policiers
Son personnage le plus réputé est le détective Dick Donovan de Glasgow (c'est d'ailleurs la réussite des aventures de ce détective qui a poussé James Edward Muddock à utiliser le pseudonyme de Dick Donovan pour certains de ses écrits), celui-ci partageait les pages de The Strand Magazine avec Sherlock Holmes, et tout comme Sherlock Holmes, Dick Donovan possédait un don pour les raisonnements logiques et utilisait des techniques de criminologie très en avance sur son époque. Le nom de ce détective a été emprunté à un coureur de Bow Street du XVIIIe siècle, première force de police londonienne,. James Edward Muddock écrivit également les aventures de Michael Danevitch, agent des services secrets russes dans The Chronique of Michael Danevitch. Mais également le détective Vincent Trill, le détective privé Tyler Tatlock et le criminaliste légiste Fabian Field. 

### Ouvrages d'horreur
Les récits d'horreur et de terreur les plus appréciés de James Edward Muddock ont été réunis dans deux volumes. Le premier est publié sous le nom de J. E. Muddock : Stories Weird and Wonderful (1899) ; le second sous celui de Dick Donovan : Tales of Terreur (1899). Ce second ouvrage contient deux récits notables avec l'un des vampires les plus effrayants de la littérature : la femme aux yeux huileux (The Woman with the "Oily Eyes"),.

## Anecdote
La ville de Flin Flon, au Manitoba, tient son nom du personnage Flintabbatey Flonatin de la nouvelle The Sunless City: From the Papers and Diaries of the Late Josiah Flintabbatey Flonatin (1905).